# Cane girarrosto
Il cane girarrosto è stata una razza canina da lavoro, oggi estinta, caratterizzata da gambe corte e corpo allungato, appositamente selezionata geneticamente ed allevata per correre all'interno di una ruota collegata ad un girarrosto per cuocere la carne.
La razza è menzionata nel catalogo dei cani inglesi del 1576 con il nome di Turnespete (in lingua inglese il girarrosto è detto appunto turnspit).
William Bingley, nelle Memoirs of British Quadrupeds (1809), parla anche di un cane impiegato per aiutare chef e cuochi.
Era noto anche come cane da cucina, cane cuciniere, sottocane o "vernepator cur". Nella classificazione dei cani di Linneo (XVIII secolo) è registrato come Canis vertigus.
La razza è andata perduta, poiché considerata così umile e comune che non è mai stata effettivamente registrata. Alcune fonti considerano il cane girarrosto come una sorta di Glen of Imaal Terrier, altri lo ritengono imparentato con il corgi gallese (welsh corgi cardigan o welsh corgi pembroke).

## Utilizzo

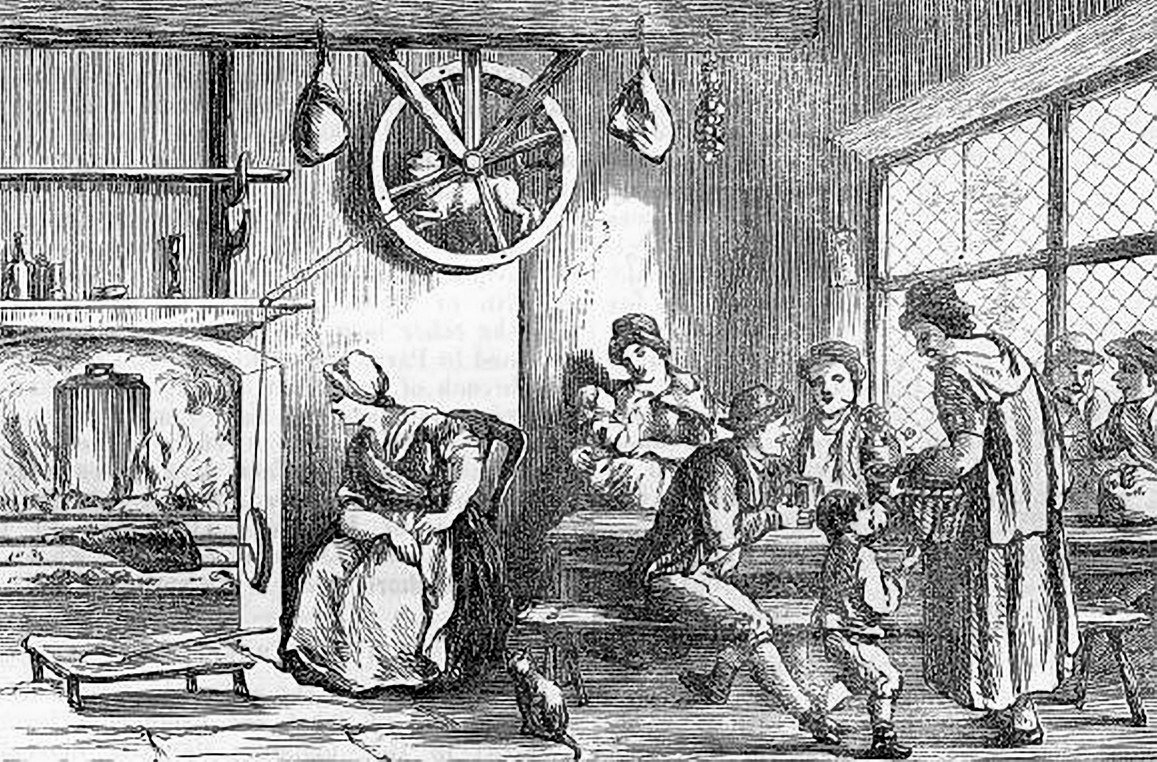
Un cane che lavora all'interno di una ruota (tratto da Remarks on a Tour to North and South Wales, 1800)

Il cane girarrosto è stato allevato per correre su una ruota al fine di girare la carne in modo che potesse cuocersi in modo uniforme. A causa della natura faticosa dell'attività, spesso si alternavano al lavoro un paio di cani.
Secondo John George Wood in The Illustrated Natural History (Mammalia) del 1853:
Shakespeare cita il cane girarrosto nella Commedia degli errori, descrivendo qualcuno ridotto come un cane adatto solo per correre in una ruota.
Questi cani venivano utilizzati anche come scaldapiedi. Un aneddoto racconta che durante la messa in una chiesa di Bath, il vescovo di Gloucester fece un'omelia dicendo "Fu allora che Ezechiele vide la ruota...". Alla menzione della parola "ruota" diversi cani da girarrosto, che erano stati portati in chiesa come scaldapiedi, scapparono via verso la porta.
La regina Vittoria allevò ex cani da girarrosto come animali da compagnia.